# Khakhra
Le khakhra est un biscuit mince utilisé couramment dans la cuisine gujarati et la cuisine ajasthani de l'Inde occidentale, en particulier chez les jaïns. Il est fabriqué à partir de haricots, de farine de blé et d'huile. Il est servi habituellement au petit déjeuner. Les khakhra sont fabriqués un par un à la main et grillés pour obtenir un biscuit croquant pouvant être consommé avec une sélection de cornichons épicés et de chutneys sucrés ou avec du lait et du thé.

## Variantes
Le khakhra a plusieurs variantes, telles que le methi (à base de fenugrec), le jeera (avec du cumin), le bajri, le pudina, de l'ail et duajwain, entre autres.
Le mungdi est une sorte de khakhra doux.

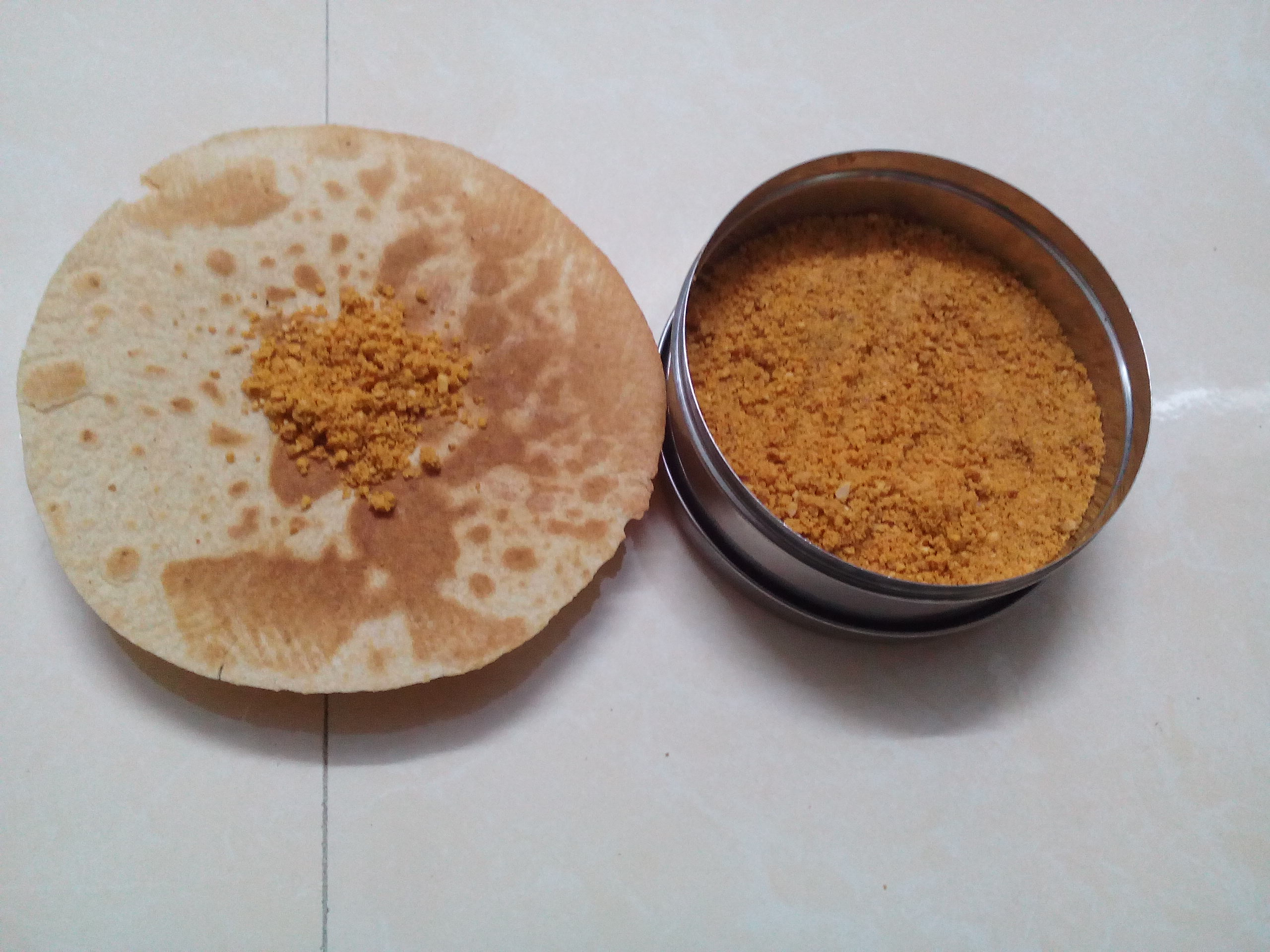
Khakhra accompagné de chutney d'arachides en poudre.

## Préparation
La farine de blé ou la farine raffinée, le sel et le masala sont tout d'abord mélangés. De l'huile, de l'eau ou du lait sont ajoutés et malaxés pour obtenir une pâte molle. Cette pâte est ensuite roulée en petites boules et aplatie. Les petites boules aplaties sont ensuite grillées à feu doux et pressées à l'aide d'une presse en bois, jusqu'à obtenir une couleur brun clair et brun clair.